# Julius Ernst von Tettau

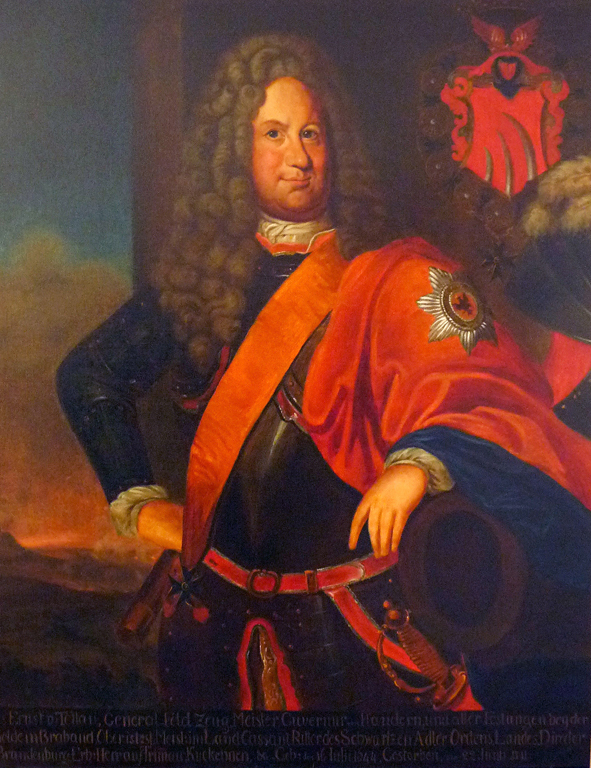
Julius Ernst von Tettau

Julius Ernst von Tettau (* 16. Juli 1644 auf Gut Dublienen im Landkreis Rastenburg; † 22. Juni 1711) war General-Feldzeugmeister und General der Infanterie im Dienste der Generalstaaten.

## Familie
Seine Eltern waren Daniel von Tettau und Barbara von Glaubitz. Sie sind schon früh gestorben. Er hatte noch zwei Brüder: Johann Siegesmund, starb als Oberstleutnant im Kampf mit den Tataren sowie Daniel, der als Dänischer Oberst und Kommandant der Festung Drontheim in Norwegen verstarb.

## Leben
Er bekam durch seine Vormünder eine gute Ausbildung, aber schon als 13-Jähriger entschloss er sich, in holländische Dienste zu treten. Er blieb dort von 1657 bis 1660, mangels Beförderung ging er aber danach in französische Dienste. Er fiel dort Ludwig XIV. auf, der ihn 1661 zum Offizier beförderte. Er interessierte sich besonders für den Festungsbau, war sehr strebsam und wissbegierig und so machte sich General Turenne zu seinem Lehrer. Als dieser 1667 zum Feldzug gegen die Spanisch-Niederlande aufbrach, kam Tettau in die Abteilung des Marquis de Louvigny. Zu dieser Zeit rief ihn aber sein Landesherr Kurfürst Friedrich Wilhelm von Brandenburg zurück. Er machte ihn zum Leutnant im Infanterie-Regiment von Spaen und schickte ihn in das Herzogtum Kleve, die Befestigungen zu verbessern.
Er wurde auch Lehrer des Kronprinzen Friedrich im Festungsbau. Dieser blieb ein Leben lang sein Gönner. Er blieb bis 1677 in Diensten der Brandenburger in den Kriegen gegen Schweden und Frankreich. So war er 1674 ältester Hauptmann im Regiment Spaen dabei, als dieses unter dem Prinzen Wilhelm von Oranien die Festung von Grave angriff, wobei er gefährlich verwundet wurde.

### In dänischen Diensten
1676 wurde er Oberstleutnant im Infanterie-Regiment des Oberst Ahasvero von Lehndorf, das an den dänischen König ausgeliehen wurde. Er war wesentlich an der Einnahme von Helsingborg beteiligt und wurde Kommandant der Festung, die er erfolgreich gegen Rückeroberungsversuche von Karl XI. (Schweden) verteidigte. Erst durch den Frieden von Lund kommt Helsingborg 1679 an die Schweden zurück. Tettau blieb in dänischen Diensten und bekam ein eigenes Regiment von 2000 Mann, das zunächst im Herzogtum Holstein stationiert wurde. 1684 wurde er dänischer Generalmajor und setzte die dänischen Festungen in Norwegen in Stand.
Im Jahr 1685 verlieh ihm der Kurfürst von Preußen den Orden De la Générosité

### In Irland
1688 überließ der dänische König dem Prinzen Wilhelm von Oranien eine Streitmacht von 8000 Mann, um seinen Thronanspruch in England durchzusetzen. Das Kommando unter dem Prinzen Ferdinand Wilhelm von Württemberg setzte das Heer im November 1689 nach Schottland über. Ein Sturm verstreute die Schiffe und so kamen der Prinz und Tettau in Hull an Land. Im Februar 1690 wurden sie nach Irland verlegt, um dort die Reste der Armee von Jakob II. zu bekämpfen. In der Schlacht am Boyne am 11. Juli 1690 kämpften die Dänen auf dem linken Flügel und trugen zum Sieg bei. Danach zog man zur Belagerung von Limerick, entgegen Tettaus Rat. Diese misslang, obwohl man Tettau zum Schluss noch das Kommando übergab. Aber als Marlborough auf Cork marschierte, schloss er sich ihm mit zwei Regimentern zu Fuß und drei Schwadronen an. Er trug wesentlich zum Gewinn der Schlacht bei, was auch Marlborough anerkennen musste. Im gleichen Jahr eroberte er den strategisch wichtigen Hafen von Kinsale. Im folgenden Jahr 1691 gelang die Eroberung von Athlone unter Godert de Ginkell. Die Truppen marschierten sodann nach Limerick. Doch zuvor kam es zur Schlacht von Aughrim, wo Wilhelms Truppen wieder siegreich waren. Galway ergab sich und es kam zur zweiten Belagerung von Limerick. Sie endete am 23. September 1691 mit der Kapitulation und mit dem Frieden von Limerick endete auch der Krieg.

### In Holland
Danach boten Dänemark, auch England und die Generalstaaten dem nun berühmten Tettau ihre Regimenter an. Der bat seinen Landesherren Kurfürst Friedrich, für ihn zu entscheiden. Der entschied für Holland und so ward Tettau Generalmajor und Gouverneur von Coevorden. Er nahm am 3. August 1692 auf holländischer Seite an der Schlacht von Steenkerke teil und wurde schwer verwundet. Eine Kugel zerschmetterte seinen rechten Kinnbacken und die Zähne. Doch der königlich englische Leibarzt kurierte ihn.
Schon im Winter 1692/1693 war er bei den Beratungen der Alliierten über den bevorstehenden Feldzug wieder dabei. Er wurde zunächst nach Maastricht geschickt, wo er die Festung gegen die Franzosen sicherte. In der Schlacht bei Neerwinden am 29. Juli 1693 kommandierte er den linken Flügel, aber nach der Niederlage blieb ihm nur, den Rückzug zu decken. Dies musste er sehr gut gemacht haben, denn der König ernannte ihn zum General-Feldzeugmeister, Generalleutnant von Flandern sowie Gouverneur von Sluis und der an der Schelde gelegenen Festungen sowie Oberforstmeisters im Land Cassant .
1695 war er bei der erfolgreichen Belagerung von Namur durch Wilhelm III. dabei. Nach dem Frieden von Ryswick 1697 trat er von allen Ämtern zurück, obwohl man ihm einen mehrjährigen Urlaub angeboten hatte.

### Preußen
Er ging wieder nach Preußen. Der König Friedrich ernannte ihn 1701 zum Kommandanten von Angerburg. Als am 19. Januar 1701 die erste Verleihung des Schwarzen Adlerordens erfolgte, gehörte auch Tettau zu den Empfängern. Im Jahre 1711 wurde er zum Landesdirektor von Preußen und zum Hauptmann von Brandenburg. Als hier 1710/1711 die Pest ausbrach, konnte er noch erfolgreich organisieren, bevor er am 22. Juni 1711 starb. Er wurde in der Kirche von Allenburg beigesetzt.

## Familie
Er heiratete 1684 in Flensburg  Emerentia von Rumohr (1650–1713). Sie war die Schwester des Generals Ditlev Rumohr (1634–1678). Die Ehe blieb ohne Kinder. Seine Witwe begründete das Tettau’sche Fräuleinstift zu Königsberg.